# Sveti Andraž v Slovenskih goricah
Sveti Andraž v Slovenskih goricah (in tedesco St. Andrä in den Windischen Büheln) è un comune di 1 244 abitanti della Slovenia nord-orientale.